# Stary cmentarz żydowski w Makowie Mazowieckim
Stary cmentarz żydowski w Makowie Mazowieckim – znajdował się między obecnymi ulicami Adamowską i Przasnyską. Data jego powstania pozostaje nieznana, pierwsze wzmianki o nim pochodzą z 1781. Kirkut był wykorzystywany do 1870. W okresie PRL na jego miejscu zbudowano dworzec autobusowy. W 1987 z odzyskanych fragmentów macew wybudowano pomnik ku czci pochowanych na terenie kirkutu osób. Pomnik odsłonięto 14 grudnia 1987. Najstarsza zachowana macewa pochodzi z 1879. 